# Eutrichota triticiperda
Eutrichota triticiperda este o specie de muște din genul Eutrichota, familia Anthomyiidae. A fost descrisă pentru prima dată de Stein în anul 1900. Conform Catalogue of Life specia Eutrichota triticiperda nu are subspecii cunoscute.